# Ásógyíkalakúak
Az ásógyíkalakúak (Amphisbaenia) a hüllők (Reptilia) vagy (Sauropsida) osztályába és a pikkelyes hüllők (Squamata) rendjébe tartozó alrend

## Rendszerezés
Az alrendágba az alábbi 4 család tartozik:
- ásógyíkfélék (Amphisbaenidae) (Gray, 1865)
- Bipedidae (Taylor, 1951)
- Rhineuridae (Vanzolini, 1951) – kihalt
- atlaszi ásógyíkfélék (Trogonophidae) (Gray, 1865)